# Nigramma quadratifera
Nigramma quadratifera là một loài bướm đêm trong họ Noctuidae.